# 1. ŽNL Bjelovarsko-bilogorska 2024./25.
Ovaj članak je podtema članka: 5. rang HNL-a 2024./25.

1. ŽNL Bjelovarsko-bilogorska u sezoni 2024./25. je predstavljala ligu prvog stupnja županijske lige u Bjelovarsko-bilogorskoj županiji, te ligu petog stupnja hrvatskog nogometnog prvenstva. 
 
Sudjelovalo je 14 klubova, a prvak je postao "Daruvar".  

## Sustav natjecanja
Četrnaest klubova igra dvokružnu ligu (26 kola).

## Ljestvica
| mj. | klub                             | ut. | pob. | ner. | por. | gol+ | gol- | bod |
| --- | -------------------------------- | --- | ---- | ---- | ---- | ---- | ---- | --- |
| 1.  | Daruvar                          | 26  | 22   | 3    | 1    | 91   | 15   | 69  |
| 2.  | Bilogora Kapela                  | 26  | 15   | 10   | 1    | 68   | 30   | 55  |
| 3.  | Bilo Velika Pisanica             | 26  | 11   | 7    | 8    | 37   | 42   | 40  |
| 4.  | Kamen Sirač                      | 26  | 9    | 7    | 10   | 53   | 58   | 34  |
| 5.  | Trnski Nova Rača                 | 26  | 10   | 4    | 12   | 38   | 46   | 34  |
| 6.  | Ivanska                          | 26  | 9    | 6    | 11   | 47   | 47   | 33  |
| 7.  | Gordowa Veliki Grđevac           | 26  | 9    | 6    | 11   | 43   | 45   | 33  |
| 8.  | Rovišće                          | 26  | 8    | 8    | 10   | 39   | 50   | 32  |
| 9.  | Hajduk Hercegovac                | 26  | 8    | 6    | 12   | 51   | 43   | 30  |
| 10. | Lasta Gudovac                    | 26  | 7    | 9    | 10   | 32   | 40   | 30  |
| 11. | Čazma                            | 26  | 9    | 3    | 14   | 49   | 65   | 30  |
| 12. | Ribar Končanica                  | 26  | 7    | 8    | 11   | 45   | 54   | 29  |
| 13. | Bilogorac Veliko Trojstvo        | 26  | 7    | 6    | 13   | 34   | 55   | 27  |
| 14. | Brestovac (Garešnički Brestovac) | 26  | 8    | 3    | 15   | 31   | 68   | 27  |

## Rezultatska križaljka
| kratica | klub                             | BILO | BILOA | BILOAC | BRE | ČAZ | DAR | GOR | HAJ | IVA | KAM | LAS | RIB | ROV | TRN |
| --- | -------------------------------- | ---- | ----- | ------ | --- | --- | --- | --- | --- | --- | --- | --- | --- | --- | --- |
| BILO | Bilo Velika Pisanica             |      |       |        |     |     |     |     |     |     |     |     |     |     |     |
| BILOA | Bilogora Kapela                  |      |       |        |     |     |     |     |     |     |     |     |     |     |     |
| BILOAC | Bilogorac Veliko Trojstvo        |      |       |        |     |     |     |     |     |     |     |     |     |     |     |
| BRE | Brestovac (Garešnički Brestovac) |      |       |        |     |     |     |     |     |     |     |     |     |     |     |
| ČAZ | Čazma                            |      |       |        |     |     |     |     |     |     |     |     |     |     |     |
| DAR | Daruvar                          |      |       |        |     |     |     |     |     |     |     |     |     |     |     |
| GOR | Gordowa Veliki Grđevac           |      |       |        |     |     |     |     |     |     |     |     |     |     |     |
| HAJ | Hajduk Hercegovac                |      |       |        |     |     |     |     |     |     |     |     |     |     |     |
| IVA | Ivanska                          |      |       |        |     |     |     |     |     |     |     |     |     |     |     |
| KAM | Kamen Sirač                      |      |       |        |     |     |     |     |     |     |     |     |     |     |     |
| LAS | Lasta Gudovac                    |      |       |        |     |     |     |     |     |     |     |     |     |     |     |
| RIB | Ribar Končanica                  |      |       |        |     |     |     |     |     |     |     |     |     |     |     |
| ROV | Rovišće                          |      |       |        |     |     |     |     |     |     |     |     |     |     |     |
| TRN | Trnski Nova Rača                 |      |       |        |     |     |     |     |     |     |     |     |     |     |     |
| |                                  |      |       |        |     |     |     |     |     |     |     |     |     |     |     |
| podebljan rezultat - utakmice od 1. do 13. kola (1. utakmica između klubova) rezultat normalne debljine - utakmice od 14. do 26. kola (2. utakmica između klubova) rezultat nakošen - nije vidljiv redoslijed odigravanja međusobnih utakmica iz dostupnih izvora rezultat smanjen * - iz dostupnih izvora nije uočljiv domaćin susreta prekrižen rezultat - poništena ili brisana utakmica p - utakmica prekinuta 3:0 p.f. / 0:3 p.f. - rezultat 3:0 bez borbe n.i. - nije igrano |                                  |      |       |        |     |     |     |     |     |     |     |     |     |     |     |

 Izvori: 

## Vanjske poveznice
- nsbbz.hr, Nogometni savez Bjelovarsko-bilogorske županije
- semafor.hns.family